# Apartheid
L'apartheid (italiana: /apar'tajd/; afrikaans: [aˈpartɦɛit]; letteralmente "separazione", "partizione") era la politica di segregazione razziale istituita nel 1948 dal governo di etnia bianca del Sudafrica, in seguito rimasta in vigore fino al 1991. Il suo iniziatore è stato Daniel François Malan, che dal 1948 al 1954 fu anche primo ministro.
Fu applicato dal governo sudafricano anche alla Namibia, fino al 1990 amministrata dal Sudafrica. Per estensione il termine è oggi usato per rimarcare qualunque forma di segregazione civile e politica a danno di minoranze, ad opera del governo di uno stato sovrano, sulla base di pregiudizi etnici e sociali.
L'anniversario della fine è il 27 aprile, giorno festivo in Sudafrica, quando si festeggia la Festa della libertà.

## Storia
Il termine apartheid fu usato, in senso politico, per la prima volta nel 1915 dal primo ministro sudafricano Daniel François Malan con le elezioni del 1928 vennero introdotti nel paese i primi elementi di segregazione razziale. Nel 1939 Smuts tornò al potere e il nazionalismo afrikaner non poté proseguire il suo progetto politico.
Durante la Seconda guerra mondiale un gruppo di intellettuali afrikaner completò la teorizzazione del progetto dell'apartheid.

### L'introduzione e la segregazione
L'apartheid viene ufficialmente introdotta nel 1948, dopo la vittoria alle elezioni del Partito Nazionale. I principali ideologi dell'apartheid furono i primi ministri Daniel François Malan (in carica dal 1948 al 1954), Johannes Gerhardus Strijdom (dal 1954 al 1958) e Hendrik Frensch Verwoerd (vero e proprio "architetto dell'apartheid"), in carica dal 1958 fino al suo accoltellamento nel 1966 da parte di Dimitri Tsafendas, un parlamentare di origini greco-mozambicane. Verwoerd definiva l'apartheid come "una politica di buon vicinato". Nel 1956 la politica di apartheid fu estesa a tutti i cittadini di colore, compresi gli asiatici.
Negli anni sessanta, 3,5 milioni di uomini e donne nere di etnia bantu furono sfrattati con la forza dalle loro case e deportati nei "bantustan". Furono privati di ogni diritto politico e civile, e poterono frequentare per acquisire un’istruzione esclusivamente scuole agricole e commerciali speciali. I negozi erano obbligati a servire tutti i clienti di etnia bianca prima di quelli di etnia nera. Questi ultimi, inoltre, dovevano avere speciali passaporti interni per muoversi nelle zone riservate alle etnie bianche, pena l'arresto.

### Le condanne internazionali e la lotta

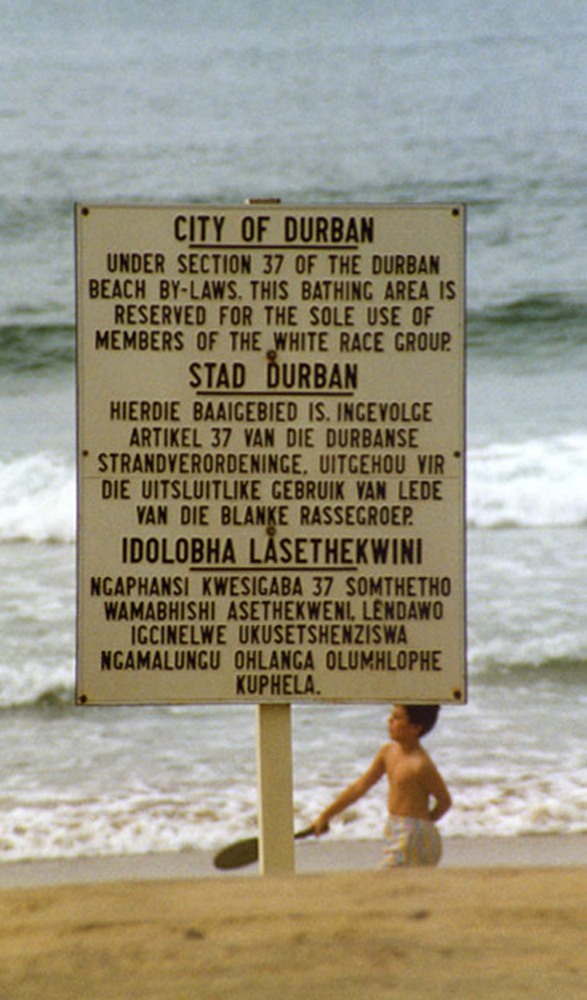
Cartello - in lingua inglese, afrikaans e zulu - avvisa i bagnanti che la spiaggia di Durban è riservata "ai soli componenti del gruppo razziale bianco" (1989).

In un primo tempo sia neri che bianchi organizzarono proteste contro l'apartheid, in genere brutalmente soffocate dalle forze di sicurezza governative. Nei primi anni sessanta l'Umkhonto we Sizwe, organizzazione armata facente capo all'African National Congress, iniziò a usare la ribellione armata, limitandosi però ad azioni di sabotaggio contro obiettivi strategici come centrali elettriche e altre infrastrutture. Nel 1975, il governo sudafricano decise di imporre la redazione di ogni norma giuridica in lingua afrikaans. La legge fu estesa a tutte le scuole, imponendo che le lezioni fossero tenute metà in inglese e metà in afrikaans.
La comunità internazionale varò una serie di sanzioni al regime segregazionista sudafricano. L'apartheid fu dichiarato crimine internazionale da una convenzione delle Nazioni Unite, votata dall'assemblea generale nel 1973 ed entrata in vigore nel 1976 (International Convention on the Suppression and Punishment of the Crime of Apartheid), e quindi successivamente inserito nella lista dei crimini contro l'umanità. Inoltre ci fu il boicottaggio di 33 nazioni africane alle Olimpiadi del 1976, in segno di protesta contro la nazionale di rugby neozelandese che aveva accettato di giocare alcune partite contro la squadra sudafricana. Anche gli Stati inizialmente ostili a tali misure, come il Regno Unito e gli Stati Uniti (questi ultimi preferirono una politica conciliante nota come constructive engagement), a metà degli anni ottanta si allinearono agli altri Stati. Forti furono anche le pressioni internazionali nel mondo dello sport, con il boicottaggio sportivo del Sudafrica dalle partecipazioni alle olimpiadi a causa dell'apartheid.
Diverse personalità si batterono contro il regime di segregazione, come Stephen Biko e Nelson Mandela; la prima iniziativa ufficiale volta all'isolamento sportivo venne adottata con l'accordo di Gleneagles ratificato dal Commonwealth delle nazioni nel 1977.

### La liberazione di Nelson Mandela e la fine dell'apartheid

Bandiera del Sudafrica dal 1928 al 1994, sostituita dall'attuale dopo le prime elezioni del 1994.

La liberazione di Nelson Mandela, massimo leader dell'ANC, avvenuta nel 1990 dopo 27 anni di prigionia (dovuti al rinnegamento dei "crimini" da lui commessi, ma anche alla sua adesione alla nonviolenza negli anni ottanta), e la sua successiva elezione a capo dello Stato nel 1994 decretarono la fine dell'apartheid e l'inizio di una nuova era.
Il referendum del 1992 e le elezioni generali in Sudafrica del 1994 videro il superamento della segregazione, nelle elezioni si registrò la vittoria del Congresso Nazionale Africano con il 62,65% dei voti, al di sotto però della soglia dei due terzi necessaria per modificare la costituzione, permettendo comunque ai neri di ricominciare una vita normale. Da allora l'ANC governa ininterrottamente il paese, prima con Nelson Mandela (ridisegnando la bandiera simboleggiando la pace nel mondo), poi con Thabo Mbeki e successivamente con Kgalema Motlanthe, Jacob Zuma e Cyril Ramaphosa. La Commissione per la verità e la riconciliazione, istituita nel 1995, si è occupata di raccogliere testimonianze sulle violazioni dei diritti umani e ha concesso l'amnistia a chi confessasse spontaneamente e pienamente i crimini commessi contro i neri agli ordini del governo, amnistiando anche gli atti di terrorismo commessi dallo Umkhonto we Sizwe.
Il Sudafrica post-apartheid, aggiungendo nove lingue africane come ndebele, sesotho del nord, sesotho, swati, tsonga, tswana, xhosa e zulu, ha portato il totale degli idiomi ufficiali a undici. Tuttavia permasero diverse situazioni di disuguaglianza, e vi sono ancora piccoli gruppi di nostalgici bianchi di estrema destra che supportano il ritorno dell'apartheid o l'indipendentismo afrikaner, ad esempio il Partito Nazionale Rifondato del Sudafrica e il Movimento di Resistenza Afrikaner. Nel 2006, il 70% delle proprietà terriere era posseduta da bianchi.

## L'ideologia
La filosofia dell'apartheid affermava di voler dare ai vari gruppi razziali la possibilità di condurre il proprio sviluppo sociale in armonia con le proprie tradizioni (teoria dello "sviluppo separato", in teoria un'applicazione dell'autodeterminazione dei popoli, di fatto eufemismo per separatismo e segregazione razziale).
Oltre che sul razzismo scientifico importato dal colonialismo britannico vi era una componente razzista religiosa di origine calvinista-olandese su cui si basava la giustificazione teologica della separazione delle razze.
In Sudafrica, mentre i neri e i meticci coloured (termine spesso usato per definire tutti i neri) costituivano l'80% circa della popolazione, i bianchi si dividevano in coloni di origine britannica ed afrikaner. Gli afrikaner, che costituivano la maggioranza della popolazione bianca, erano da sempre favorevoli ad una politica razzista, mentre i sudafricani di origine inglese, malgrado il sostanziale appoggio dell'apartheid, erano più concilianti nei confronti dei connazionali neri.

## Le disparità
Le principali leggi che costituivano il sistema erano:
- proibizione dei matrimoni interrazziali;
- legge secondo la quale avere rapporti sessuali con una persona di razza diversa diventava un fatto penalmente perseguibile;
- legge che imponeva ai cittadini di essere registrati in base alle loro caratteristiche razziali (Population Registration Act);
- legge che permetteva di bandire ogni opposizione che venisse etichettata dal governo come comunista (usata per mettere fuorilegge nel 1960 l'African National Congress (ANC), la più grande organizzazione politica che includeva i neri, di stampo socialista);
- legge che proibiva alle persone di colore (bantu, coloureds e in seguito asiatici) di entrare in alcune aree urbane;
- legge che proibiva a persone di colore diverso di utilizzare le stesse strutture pubbliche (fontane, sale d'attesa, marciapiedi, etc.);
- legge che prevedeva una serie di provvedimenti tutti tesi a rendere più difficile per i neri l'accesso all'istruzione;
- legge che sanciva la discriminazione razziale in ambito lavorativo;
- legge che istituiva i bantustan, stati-ghetti per la popolazione nera, nominalmente indipendenti ma in realtà sottoposti al controllo del governo sudafricano;
- legge che privava della cittadinanza sudafricana e dei diritti ad essa connessi gli abitanti dei bantustan;
- legge che costringeva la popolazione nera a poter frequentare i quartieri della gente bianca solo con speciali passaporti.

Era prevista la separazione dei bianchi dai neri nelle zone abitate da entrambi (per esempio rispetto all'uso di mezzi e strutture pubbliche) e l'istituzione dei bantustan, i territori semindipendenti in cui molti neri furono costretti a trasferirsi. L'apartheid divideva i cittadini in quattro categorie:
- bianchi (afrikaner maggioritari e inglesi sudafricani o persone comunque di origine europoide) che godevano dei pieni diritti pur essendo una minoranza; solo i bianchi avevano preminenza e pieni diritti civili e politici, pur avendo il divieto di mescolanza razziale, matrimonio misto e di utilizzare le zone riservate ai neri.
- asiatici (minoranza molto piccola, prevalentemente di origine indiana, lavoratori espatriati durante il periodo dell'Impero britannico e nei primi anni del XX secolo).
- coloureds (quasi tutti meticci del Capo, ossia mulatti discendenti da schiavi deportati da britannici e olandesi dall'Africa dell'Ovest).
- bantu, cioè tutte le popolazioni nere costituivano la maggioranza assoluta; dovevano vivere in regime di segregazione razziale dai bianchi nelle città o risiedere nei bantustan.

A questo venne aggiunto lo status di bianchi onorari, concesso ad etnie e nazionalità per particolari motivi e che non rientravano tra i bianchi.